# جامعة قرطبة الوطنية
جامعة قرطبة الوطنية (بالإسبانية: Universidad Nacional de Córdoba) هي مؤسسة للتعليم العالي في مدينة قرطبة في الأرجنتين.
تأسست جامعة قرطبة الوطنية عام 1613، وهي أقدم جامعة في الأرجنتين، وثالث أقدم جامعة في الأمريكتين، وأول جامعة هي جامعة سان ماركوس الوطنية (بيرو، 1551) والثانية جامعة سانتو توماس (كولومبيا، 1580).

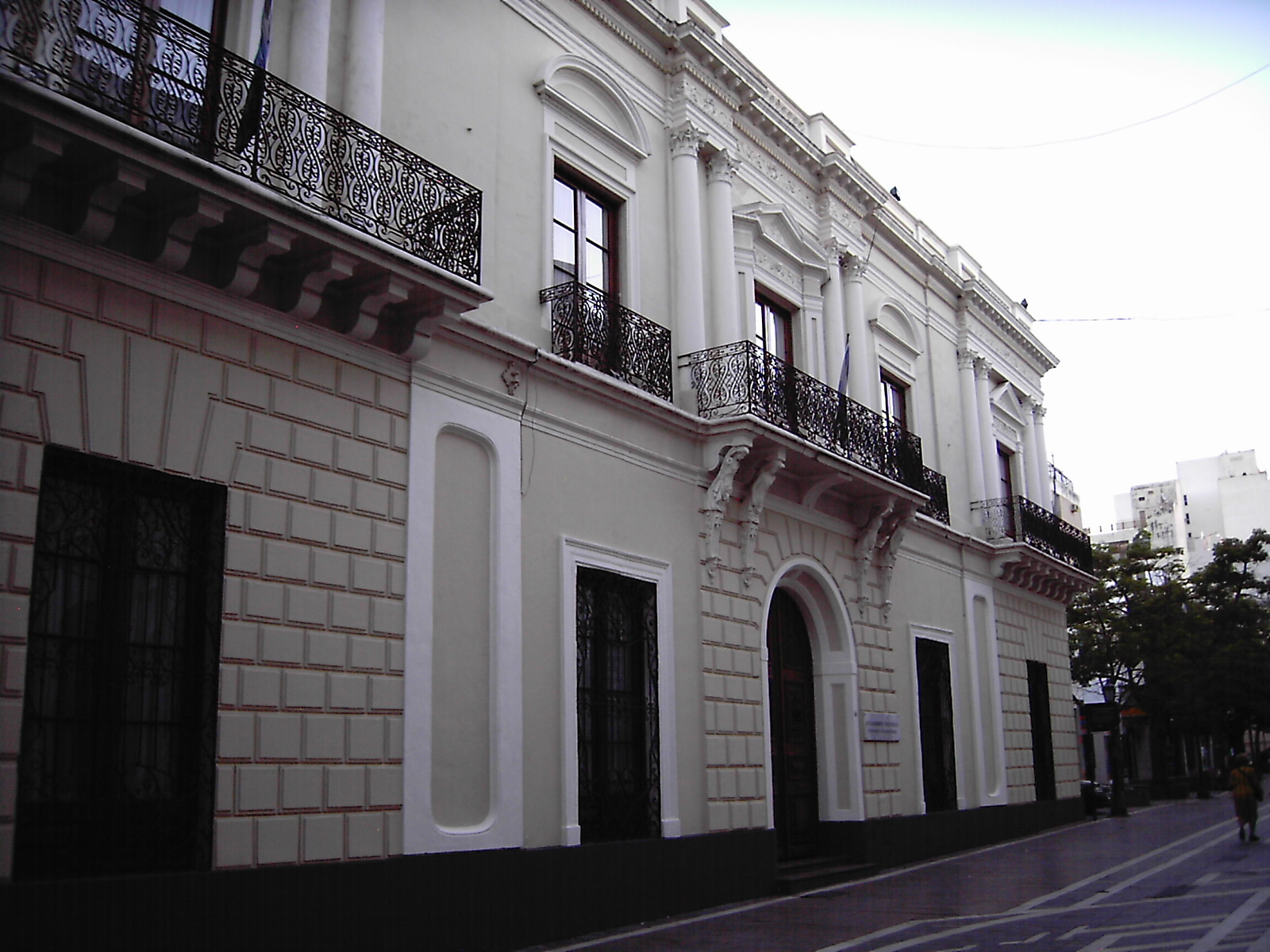
مدرسة القانون

## الكليات
- كلية حقوق
- كلية العلوم الاجتماعية
- كلية الهندسة المعمارية والدراسات الحضرية والتصميم
- كلية العلوم الدقيقة والفيزيائية والطبيعية
- كلية الاقتصاد
- كلية الكيمياء
- كلية الزراعة
- كلية الطب
- كلية الفلسفة والعلوم الإنسانية
- كلية الرياضيات والفلك والفيزياء والحساب
- كلية اللغات
- كلية طب الأسنان
- كلية علم النفس
- كلية الآداب (منذ نوفمبر 2011)

## روابط خارجية
- جامعة قرطبة الوطنية